# Al-Raka
Al-Raka (ili Raka; arapski: الرقة) je grad u sjevernom dijelu središnje Sirije, smješten na lijevoj obali Eufrata, oko 160 km istočno od Alepa. Jedan je od glavnih gradova povijesne regije Dijar Mudar, zapadnog dijela al-Džazire. U njemu živi oko 191 784 stanovnika (prema procjenama iz 2008.).
Osnovao ga je u 3. stoljeću pr. Kr. seleukidski kralj Seleuk II Kalinik te je po njemu dobio ime Kalinik (Kallinikos, lat.Callinicum). Godine 542. ga je uništio sasanidski kralj Hozroje I. Anuširvan, ali je ubrzo obnovljen od strane bizantskog cara Justinijana. U 6. stoljeću je postao jedno od središta sirijskog monasticizma. U 8. stoljeću je u njemu sagradio svoju rezidenciju i privremenu prijestolnicu kalif Harun al-Rašid. Uništen je u doba mongolskih osvajanja u 13. stoljeću, a obnovljen 1864. kada su osmanske vlasti u njega naseljavale Čerkeze i druge muslimanske izbjeglice iz Europe.

## Vanjske poveznice
|  | Zajednički poslužitelj ima još gradiva o temi Al-Raka |

- Inscription of ar-Raqqah on the World Heritage Tentative List
- The Citadel of ar-Raqqah - article in German
- Industrial Landscape Project - Nottingham University
- al-Raqqa at the Euphrates: Urbanity, Economy and Settlement Pattern in the Middle Abbasid Period - Jena University